# Phygadeuon thomsoni
Phygadeuon thomsoni är en stekelart som beskrevs av Per Abraham Roman 1925. Phygadeuon thomsoni ingår i släktet Phygadeuon och familjen brokparasitsteklar. Arten är reproducerande i Sverige. Inga underarter finns listade i Catalogue of Life.